# Laissey
Laissey är en kommun i departementet Doubs i regionen Bourgogne-Franche-Comté i östra Frankrike. Kommunen ligger i kantonen Roulans som tillhör arrondissementet Besançon. År 2022 hade Laissey 442 invånare.

## Befolkningsutveckling
Antalet invånare i kommunen Laissey
Referens:INSEE